# Antoni Talarn Caparrós
Antoni Talarn (Barcelona, 1959) és doctor en psicologia, psicoterapeuta i especialista en psicologia clínica. Fou becari del Laboratori de Neuropsicofarmacologia de l'Hospital de Sant Pau. També fou resident del Servei de Psicologia Clínica de la Fundació Puigvert (Barcelona). És professor titular de psicopatologia a la Facultat de Psicologia de la Universitat de Barcelona.